# Scaphinotus crenatus
Scaphinotus crenatus är en skalbaggsart som beskrevs av Victor Ivanovitsch Motschulsky. Scaphinotus crenatus ingår i släktet Scaphinotus och familjen jordlöpare. Inga underarter finns listade i Catalogue of Life.